# Ibiza

Ibizas flagga.

Ibiza (kastilianskt uttal [iˈβiθa], svenskt uttal vanligen Ibittsa [ɪ²bɪtːsa]; katalanska: Eivissa, katalanskt uttal [əjˈvisə]) är en ö i Medelhavet tillhörande Pityuserna (en undergrupp till Balearerna och även inkluderande Formentera), Spanien. Arean är 572 km² och folkmängden uppgick till 137 357 invånare 2012. Största stad är Ibiza, en stad som är av gammalt ursprung. Andra städer är San Antonio (katalanska: Sant Antoni) och San Rafael (katalanska: Sant Rafel). Söder om ön ligger Formentera.

## Historia

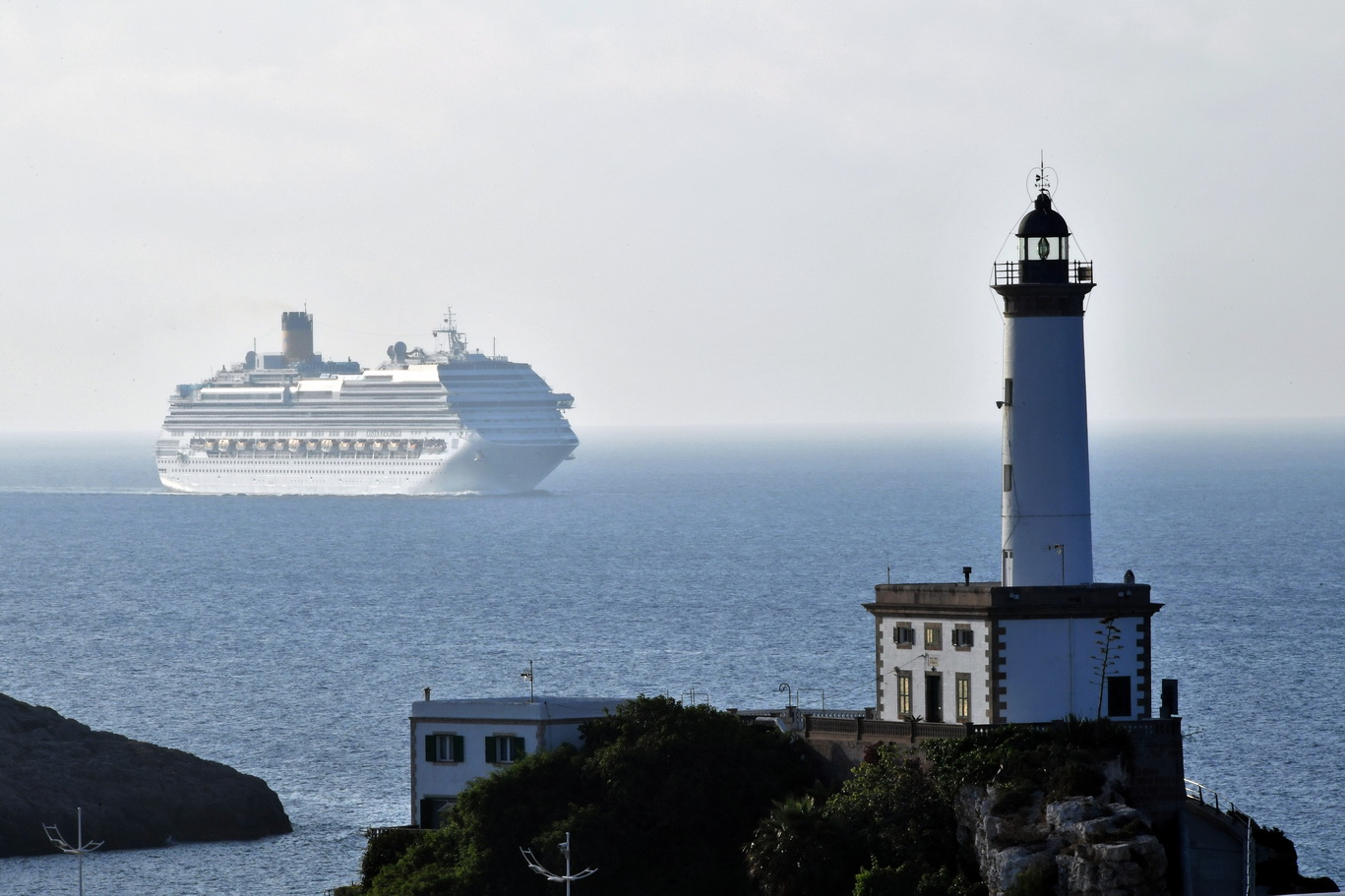
Fyren Far de Botafoc i Ibiza stad.

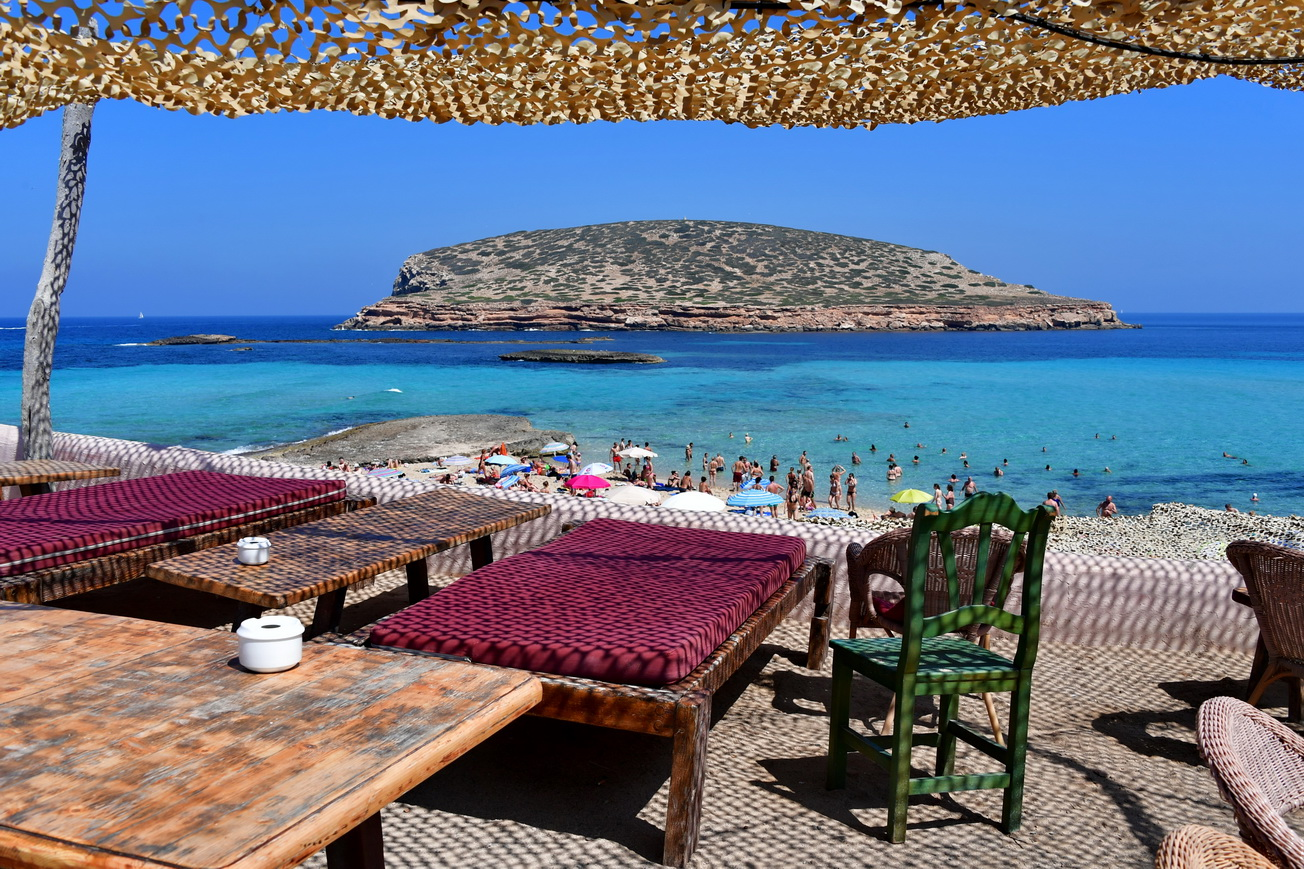
Platja de Comte.

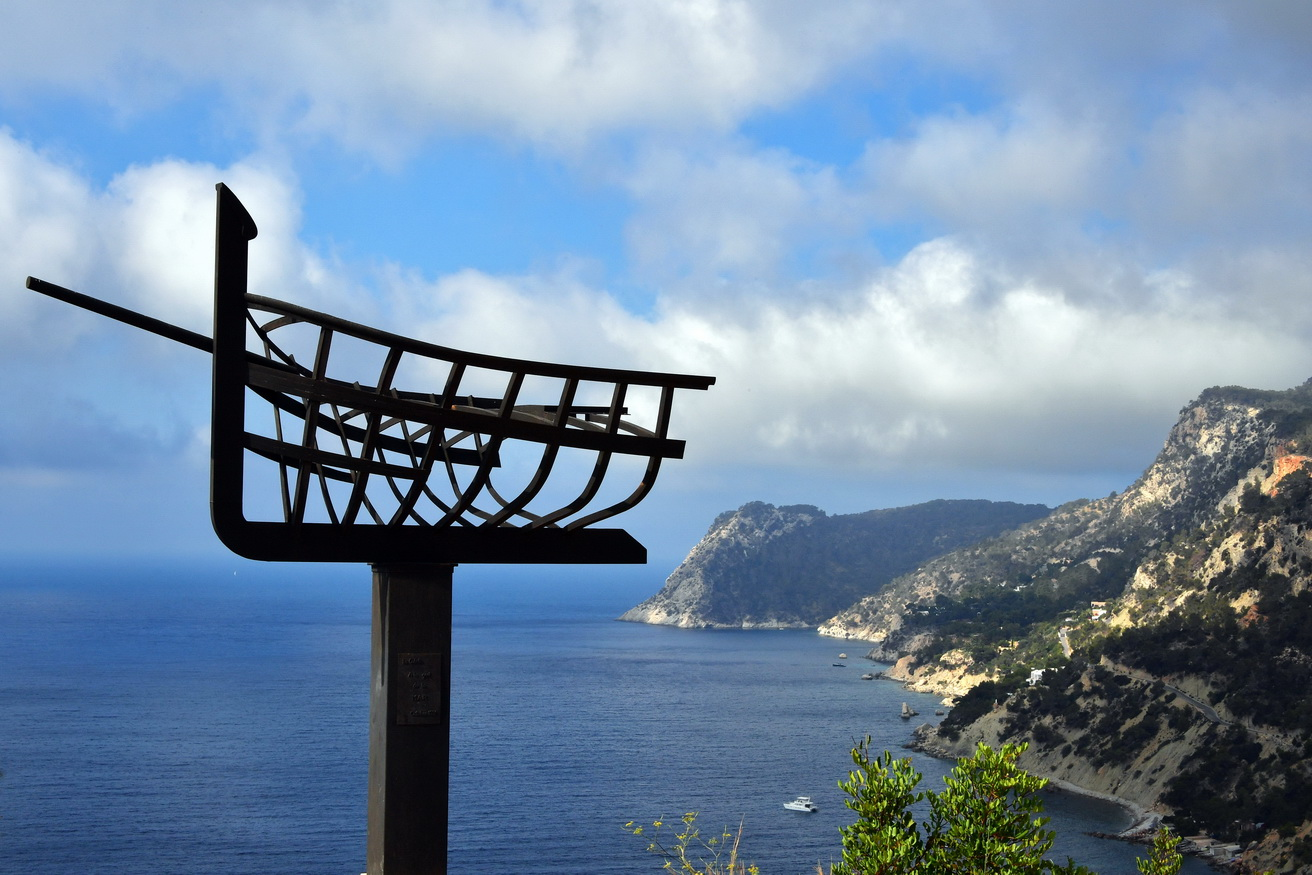
Es Cubells.

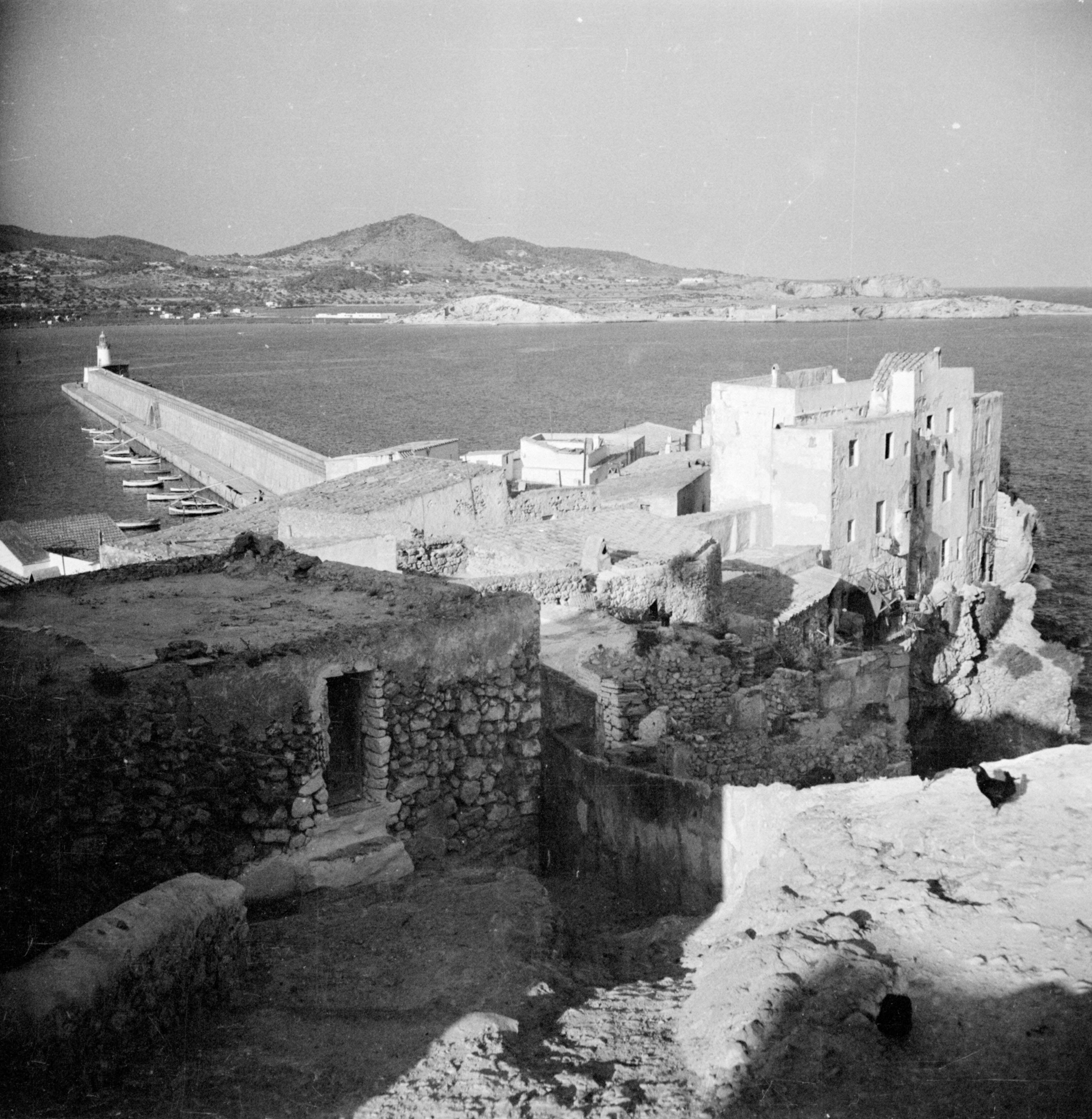
Hamnpiren på Ibiza år 1949, bild tagen av författare Göran Schildt.

Ibiza har långa historiska anor. Ön har bland annat influerats av den feniciska kulturtraditionen. Under medeltiden ingick ön i Kungadömet Mallorca. Ön dominerades av muslimer under en period, men återtogs av spanjorerna på 1300-talet.

## Ekonomi
Öns främsta inkomster kommer från turismen. Charterturismen från framför allt övriga Europa är betydande.  Även jordbruk förekommer. Man odlar mest oliver och sydfrukter, delvis med konstbevattning. 

## Geologi
Ön är kuperad med klippiga kuster utom i den södra delen. Berggrunden består av svart lava som lokalt kallas roca negra. Ön bildades genom ett vulkanutbrott under vattnet för 150 000 år sedan. 